# مصر (مقاطعة بلمونت-أوهايو)
مصر (مقاطعة بلمونت-أوهايو)، مدينة منقرضة في مقاطعة بلمونت، في ولاية أوهايو الأمريكية. تصنفه نظام معلومات الأسماء الجغرافية على أنها مكان مأهول.

## التاريخ
تم بناء مصر في الأصل حول طاحونة بدأت هناك في عام 1826. تم تشغيل مكتب بريد يسمى مطاحن مصر من عام 1852 حتى عام 1857؛ مكتب بريد آخر يسمى مصر يعمل من عام 1883 حتى عام 1905.